# حرة (بئر السبع)
حورة هي قرية في محافظة بئر السبع في فلسطين. التالي جدول بعدد السكان في تعداد أعوام 1995 و2002 و2007.
| عام التعداد | عدد السكان |
| ----------- | ---------- |
| 1995        | 2,100      |
| 2002        | 7,570      |
| 2007        | 11,075     |

## مرجع
- حرة ترحب بكم فلسطين في الذاكرة